# 白茎假瘤蕨
白茎假瘤蕨（学名：[Phymatopteris chrysotricha] 错误：{{Lang}}：文本有斜体标记（帮助）），为水龙骨科假瘤蕨属下的一个植物种。